# Salsa Worcestershire
La salsa Worcestershire, o anche salsa Worcester (in inglese Worcestershire sauce o Worcester sauce; AFI: [ˈwʊstəʳʃəʳ sɔːs] o [ˈwʊstɚ sɔːs], ), è una salsa inglese, agrodolce e leggermente piccante, che prende il nome dalla contea inglese omonima. Di colore bruno scuro, è adatta per le carni, i sughi, le minestre ed è uno degli ingredienti fondamentali per alcuni cocktail quali per esempio il Bloody Mary e il Bull Shot.

## Storia
Nacque nel 1835 su richiesta di un ex governatore inglese che aveva vissuto nel Bengala; commissionò a due farmacisti (John Wheeley Lea e William Perrins) di riprodurre una salsa indiana: i due fecero "l'intruglio" e lo misero in una botticella ma il risultato fu disastroso e la botticella dimenticata in cantina. Dopo 3 anni, i due ripresero dalla cantina il barile con quella salsa e si accorsero che era deliziosa, così fondarono un'azienda, la Lea & Perrins, dedita alla produzione di tale prodotto, ancora attiva, divenuta di proprietà del gruppo Heinz dal 2005.

## Descrizione
Dalla sua creazione, la ricetta non è mai cambiata: la salsa viene fatta invecchiare per tre anni in botti di legno, e, tra gli ingredienti, si annoverano cipolle britanniche, aglio francese, acciughe sotto sale (scolatura) spagnole, scalogno olandese ed erbe aromatiche. Dopo l'invecchiamento, viene aggiunto aceto di malto, tamarindo di Calcutta, chiodi di garofano del Madagascar, peperoncino rosso della Cina e melassa di canna da zucchero dei Caraibi.

## Salsatonkatsu
La salsa tonkatsu (o katsu) è una variante giapponese della salsa Worcestershire a base di frutta e verdura. Viene utilizzata per condire l'omonima cotoletta impanata.
L'alimento venne ideato durante il periodo Meiji (1868–1912), quando si assistette a un'occidentalizzazione dei costumi in Giappone.